# Patrick Seifert
Patrick Seifert (* 22. April 1990 in Augsburg) ist ein deutscher Eishockeyspieler, der seit Mai 2021 beim EC Bad Nauheim aus der DEL2 unter Vertrag steht und dort auf der Position des Verteidigers spielt. Zuvor absolvierte Seifert unter anderem über 360 Spiele für die Augsburger Panther, Grizzlys Wolfsburg und Krefeld Pinguine in der Deutschen Eishockey Liga (DEL).

## Karriere
Seifert begann seine Karriere in der Saison 2004/05 beim ESV Kaufbeuren in der Schüler-Bundesliga und hatte im selben Jahr auch einen Einsatz in der Jugend-Bundesliga. In der Saison 2005/06 spielte er für den SC Riessersee in der Deutschen Nachwuchsliga (DNL) und seinen ersten Einsatz in der Oberliga-Mannschaft hatte er in der Saison 2006/07.
Zur Saison 2007/08 wechselte der Verteidiger zum EV Landsberg 2000 in die 2. Bundesliga, wo ihm in 42 Spielen zwei Assists gelangen. Mit Beginn der Saison 2008/09 stand Seifert bei den Augsburger Panthern aus der Deutschen Eishockey Liga (DEL) unter Vertrag und wurde außerdem mit einer Förderlizenz – zunächst zwei Jahre für den EHC München und anschließend für eine Spielzeit für den ESV Kaufbeuren – ausgestattet. Mit München gewann Seifert im Jahr 2010 die Meisterschaft der 2. Liga. Ab der Spielzeit 2011/12 war der Abwehrspieler als Stammspieler ausschließlich für die Panther tätig. Nach der Saison 2014/15 und insgesamt sieben Jahren in Augsburg wechselte Seifert gemeinsam mit Andy Reiss zum Ligakonkurrenten Grizzlys Wolfsburg. In Wolfsburg stand er zwei Jahre unter Vertrag und feierte mit dem Team im Jahr 2017 die Vizemeisterschaft. Anschließend war er weitere zwei Jahre bei den Krefeld Pinguinen in der DEL aktiv.
Im Juni 2019 wurde Patrick Seifert von den Ravensburg Towerstars aus der DEL2 verpflichtet. Bis dahin hatte er 367 Pflichtspielen in der DEL absolviert. Im Mai 2021 verließ er die Towerstars und wechselte innerhalb der DEL2 zum EC Bad Nauheim.

### International
Seifert spielte ab 2005 für die Junioren-Nationalmannschaften des Deutschen Eishockey-Bundes, blieb aber trotz Einsätzen in der U16-, U18- und U20-Auswahl ohne Berufungen zu internationalen Turnieren. Für die deutsche A-Nationalmannschaft bestritt der Verteidiger im Verlauf der Saison 2012/13 zwei Länderspiele.

## Erfolge und Auszeichnungen
- 2010 Meister der 2. Bundesliga mit dem EHC München
- 2017 Deutscher Vizemeister mit den Grizzlys Wolfsburg

## Karrierestatistik
Stand: Ende der Saison 2024/25
(Legende zur Spielerstatistik: Sp oder GP = absolvierte Spiele; T oder G = erzielte Tore; V oder A = erzielte Assists; Pkt oder Pts = erzielte Scorerpunkte; SM oder PIM = erhaltene Strafminuten; +/− = Plus/Minus-Bilanz; PP = erzielte Überzahltore; SH = erzielte Unterzahltore; GW = erzielte Siegtore; 1 Play-downs/Relegation; Kursiv: Statistik nicht vollständig)